# Czerwone maki na Monte Cassino

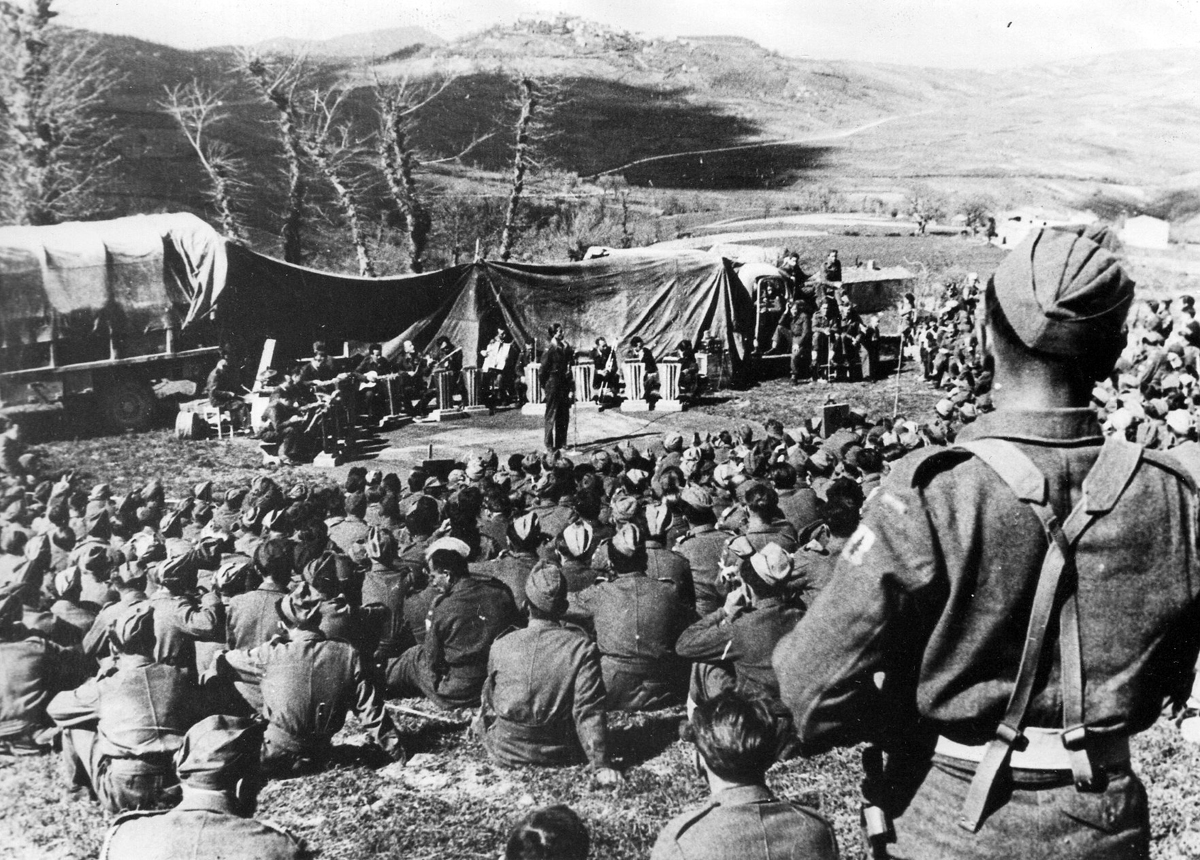
Những người đàn ông thuộc Sư đoàn súng trường Carpathian 3 nghe bài hát Cây Anh túc đỏ trên mặt trận Monte Cassino do dàn nhạcAlfred Schütz biểu diễn, tháng 5 năm 1944.

Czerwone maki na Monte Cassino (Cây Anh túc đỏ trên mặt trận Monte Cassino) là một trong những bài hát chiến tranh nổi tiếng nhất của Ba Lan trong Thế chiến II. Tác phẩm sáng tác vào tháng 5 năm 1944 tại Ý, trong Trận Monte Cassino, vào đêm trước khi quân đội Ba Lan chiếm được thành trì của quân Đức.

## Lịch sử
Đầu năm 1944, một thành trì kiên cố của Đức tại tu viện Benedictin cổ đại trên đỉnh Monte Cassino đã chặn bước tiến của quân Đồng minh về phía Rome. Từ giữa tháng 1, Các lực lượng của một số quốc gia Đồng minh cố gắng để chiếm giữ pháo đài Đức.
Giai điệu của bài hát được sáng tác trong đêm 17 – 18 tháng 5 năm 1944 bởi Alfred Schütz, một nhà soạn nhạc, diễn viên và thành viên của Nhà hát Lính Ba Lan đồn trú tại Campobasso. Hai khổ thơ mở đầu do nhà thơ Feliks Konarski sáng tác. Feliks Konarsk là nhà thơ, nhạc sĩ và quân nhân của Quân đoàn II Ba Lan do Thiếu tướng Władysław Anders chỉ huy. Đoạn thơ thứ ba được viết vài ngày sau đó.
Vào ngày 18 tháng 5 năm 1944, một ngày sau khi sáng tác bài hát, quân đội Ba Lan xông vào và chiếm được các khu vực của tu viện Monte Cassino. Cuối ngày hôm đó, bài hát lần đầu tiên được trình diễn tại trụ sở của Tướng Anders để ăn mừng chiến thắng quân Ba Lan. Anh túc đỏ trên Monte Cassino giành được sự yêu mến của quân đội và nhanh chóng được xuất bản bởi một tờ báo dành cho người Mỹ gốc Ba Lan ở New York. Bài hát sau đó sẽ được xuất bản ở Ba Lan. Tuy nhiên, bài hát bị cấm trong thời kỳ chủ nghĩa Stalin của Cộng hòa Nhân dân Ba Lan.
Theo luật pháp, tiền bản quyền cho việc sử dụng thương mại giai điệu "Anh túc đỏ" được trả cho Nhà nước tự do Bayern. Năm 2015, Bayern nhượng bản quyền bài hát cho Ba Lan.